# Schwarzenborn (Cölbe)
Schwarzenborn ist ein Ortsteil der Gemeinde Cölbe im mittelhessischen Landkreis Marburg-Biedenkopf. Das Dorf liegt im Nordosten des Gemeindegebiets im Burgwald. Die Bundesstraße 3 verläuft am südlichen Ortsrand.

## Geschichte

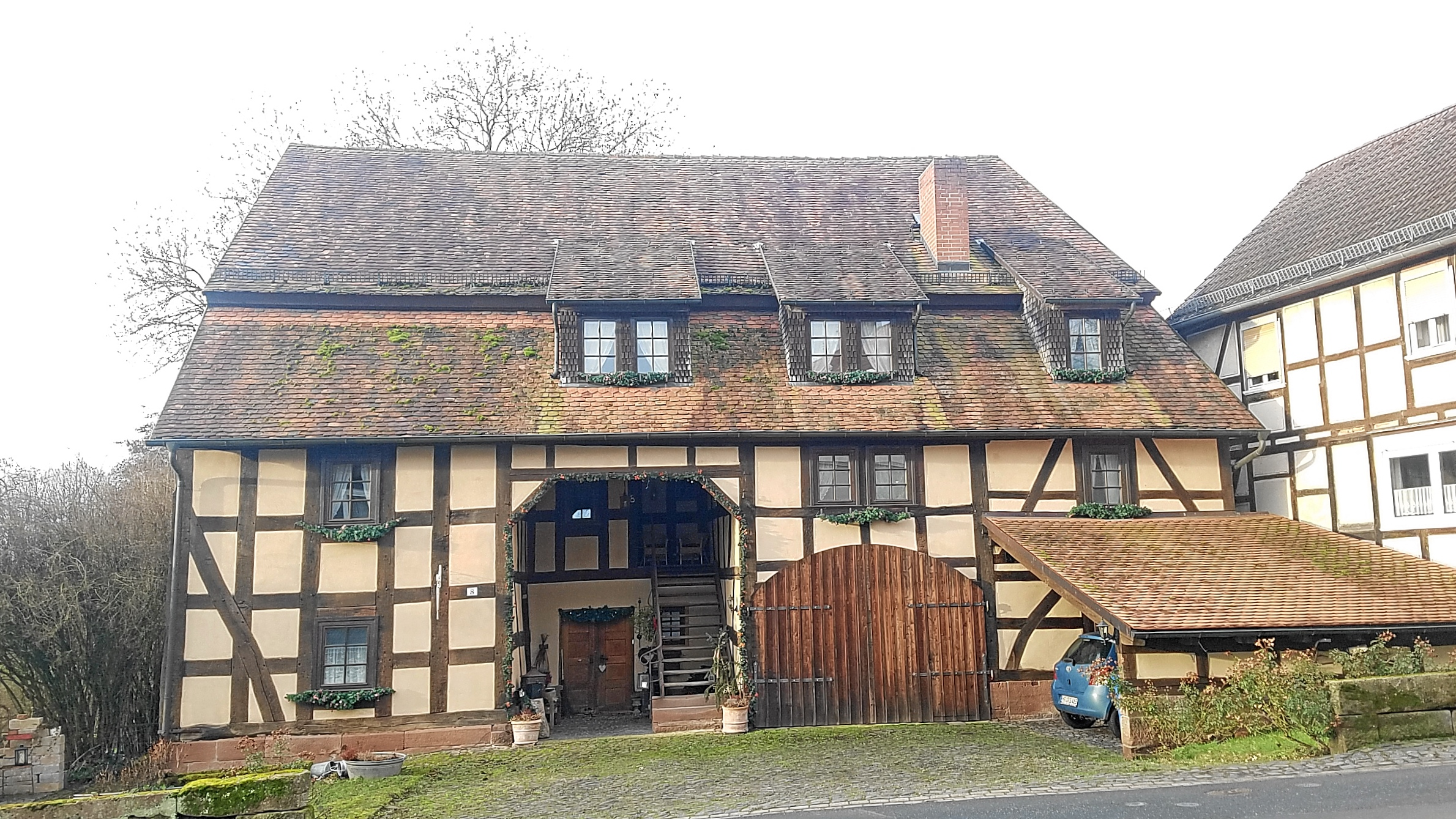
Fachwerkhaus in Schwarzenborn

### Ortsgeschichte
Die älteste erhalten gebliebene urkundliche Erwähnung als villa Svarcinburne und villa Swarcinburgne weist in die Jahre 1211/16, als das Stift Wetter dort im Tausch mit Kloster Haina ein Gut erwarb.
Im Zuge der Gebietsreform in Hessen genehmigte die Landesregierung mit Wirkung vom 31. Dezember 1970 den Zusammenschluss der Gemeinden Schwarzenborn und Schönstadt im damaligen Landkreis Marburg zu einer Gemeinde mit dem Namen Schönstadt. Am 31. Dezember 1971 kam diese Gemeinde zu Cölbe. Zum 31. Dezember 1971 erfolgte der Freiwillige Zusammenschluss mit der Gemeinde Cölbe, wodurch Schwarzenborn ein Ortsteil von Cölbe wurde. Für alle ehemals eigenständigen Gemeinden von Cölbe wurden Ortsbezirke gebildet.

### Verwaltungsgeschichte im Überblick
Die folgende Liste zeigt die Staaten und Verwaltungseinheiten, denen Schwarzenborn angehört(e):
- vor 1567: Heiliges Römisches Reich, Landgrafschaft Hessen, Gericht Schönstadt (Gericht Schönstadt bestand aus den Orten: Kölbe, Bernsdorf, Bürgeln, Betziesdorf, Reddehausen, Schönstadt, Schwarzenborn und Bracht)[8]
- ab 1567: Heiliges Römisches Reich, Landgrafschaft Hessen-Marburg, Amt Neuenstein
- 1604–1648: Heiliges Römisches Reich, strittig zwischen Landgrafschaft Hessen-Darmstadt und Landgrafschaft Hessen-Kassel (Hessenkrieg), Amt Neuenstein
- ab 1648: Heiliges Römisches Reich, Landgrafschaft Hessen-Kassel, Amt Marburg
- ab 1806: Landgrafschaft Hessen-Kassel, Amt Marburg
- 1807–1813: Rheinbund, Königreich Westphalen, Departement der Werra, Distrikt Marburg, Kanton Rosenthal
- ab 1815: Kurfürstentum Hessen, Amt Marburg[9]
- ab 1821: Kurfürstentum Hessen, Provinz Oberhessen, Landkreis Marburg[10][Anm. 2]
- ab 1848: Kurfürstentum Hessen, Bezirk Marburg
- ab 1851: Kurfürstentum Hessen, Provinz Oberhessen, Landkreis Marburg
- ab 1867: Königreich Preußen, Provinz Hessen-Nassau, Regierungsbezirk Kassel, Landkreis Marburg
- ab 1871: Deutsches Reich,  Königreich Preußen, Provinz Hessen-Nassau, Regierungsbezirk Kassel, Landkreis Marburg
- ab 1918: Deutsches Reich, Freistaat Preußen, Provinz Hessen-Nassau, Regierungsbezirk Kassel, Landkreis Marburg
- ab 1944: Deutsches Reich, Freistaat Preußen, Provinz Kurhessen, Landkreis Marburg
- ab 1945: Amerikanische Besatzungszone, Groß-Hessen, Regierungsbezirk Kassel, Landkreis Marburg
- ab 1946: Amerikanische Besatzungszone, Hessen, Regierungsbezirk Kassel, Landkreis Marburg
- ab 1949: Bundesrepublik Deutschland, Hessen, Regierungsbezirk Kassel, Landkreis Marburg
- ab 1971: Bundesrepublik Deutschland, Hessen, Regierungsbezirk Kassel, Landkreis Marburg, Gemeinde Schönstadt[Anm. 3]
- ab 1972: Bundesrepublik Deutschland, Hessen, Regierungsbezirk Kassel, Landkreis Marburg, Gemeinde Cölbe[Anm. 4]
- ab 1974: Bundesrepublik Deutschland, Hessen, Regierungsbezirk Kassel, Landkreis Marburg-Biedenkopf, Gemeinde Cölbe
- ab 1981: Bundesrepublik Deutschland, Hessen, Regierungsbezirk Gießen, Landkreis Marburg-Biedenkopf, Gemeinde Cölbe

### Gerichte seit 1821
Mit Edikt vom 29. Juni 1821 wurden in Kurhessen Verwaltung und Justiz getrennt. In Marburg wurde der Kreis Marburg für die Verwaltung eingerichtet und das Landgericht Marburg war als Gericht in erster Instanz für Schwarzenborn zuständig. 1850 wurde das Landgericht in Justizamt Marburg umbenannt. Nach der Annexion Kurhessens durch Preußen 1866 erfolgte am 1. September 1867 die Umbenennung des bisherigen Justizamtes in Amtsgericht Marburg. Auch mit dem Inkrafttreten des Gerichtsverfassungsgesetzes von 1879 blieb das Amtsgericht unter seinem Namen bestehen.

## Bevölkerung

### Einwohnerstruktur 2011
Nach den Erhebungen des Zensus 2011 lebten am Stichtag dem 9. Mai 2011 in Schwarzenborn 120 Einwohner. Darunter waren keine Ausländer.
Nach dem Lebensalter waren 21 Einwohner unter 18 Jahren, 48 zwischen 18 und 49, 27 zwischen 50 und 64 und 27 Einwohner waren älter. Die Einwohner lebten in 42 Haushalten. Davon waren 9 Singlehaushalte, 12 Paare ohne Kinder und 18 Paare mit Kindern, sowie keine Alleinerziehende und keine Wohngemeinschaften. In 6 Haushalten lebten ausschließlich Senioren und in 24 Haushaltungen lebten keine Senioren.

### Einwohnerentwicklung
| Quelle: Historisches Ortslexikon |                                                                                                 |
| • 1577:                          | 11 (7 landgräflich) Hausgesesse                                                                 |
| • 1630:                          | 16 (12 landgräflich) Hausgesesse. 14 Ackerleute (10 landgräflich), 2 landgräfliche Einläuftige. |
| • 1681:                          | 8 hausgesessene Mannschaften (nur landgräflich Anteil)                                          |
| • 1838:                          | 160 Einwohner (Familien: 13 nutzungsberechtigte Ortsbürger, 9 Beisassen)                        |

| Schwarzenborn: Einwohnerzahlen von 1834 bis 2011 | Schwarzenborn: Einwohnerzahlen von 1834 bis 2011 | Schwarzenborn: Einwohnerzahlen von 1834 bis 2011 | Schwarzenborn: Einwohnerzahlen von 1834 bis 2011 | Schwarzenborn: Einwohnerzahlen von 1834 bis 2011 |
| --- | ------------------------------------------------ | ------------------------------------------------ | ------------------------------------------------ | ------------------------------------------------ |
| Jahr |                                                  |                                                  |                                                  | Einwohner                                        |
| 1834 | 1834                                             |                                                  | 152                                              | 152                                              |
| 1840 | 1840                                             |                                                  | 158                                              | 158                                              |
| 1846 | 1846                                             |                                                  | 161                                              | 161                                              |
| 1852 | 1852                                             |                                                  | 163                                              | 163                                              |
| 1858 | 1858                                             |                                                  | 148                                              | 148                                              |
| 1864 | 1864                                             |                                                  | 149                                              | 149                                              |
| 1871 | 1871                                             |                                                  | 130                                              | 130                                              |
| 1875 | 1875                                             |                                                  | 127                                              | 127                                              |
| 1885 | 1885                                             |                                                  | 123                                              | 123                                              |
| 1895 | 1895                                             |                                                  | 123                                              | 123                                              |
| 1905 | 1905                                             |                                                  | 143                                              | 143                                              |
| 1910 | 1910                                             |                                                  | 126                                              | 126                                              |
| 1925 | 1925                                             |                                                  | 111                                              | 111                                              |
| 1939 | 1939                                             |                                                  | 113                                              | 113                                              |
| 1946 | 1946                                             |                                                  | 178                                              | 178                                              |
| 1950 | 1950                                             |                                                  | 171                                              | 171                                              |
| 1956 | 1956                                             |                                                  | 125                                              | 125                                              |
| 1961 | 1961                                             |                                                  | 131                                              | 131                                              |
| 1967 | 1967                                             |                                                  | 117                                              | 117                                              |
| 1980 | 1980                                             |                                                  | ?                                                | ?                                                |
| 1990 | 1990                                             |                                                  | ?                                                | ?                                                |
| 2000 | 2000                                             |                                                  | ?                                                | ?                                                |
| 2011 | 2011                                             |                                                  | 120                                              | 120                                              |
| Datenquelle: Historisches Gemeindeverzeichnis für Hessen: Die Bevölkerung der Gemeinden 1834 bis 1967. Wiesbaden: Hessisches Statistisches Landesamt, 1968. Weitere Quellen: LAGIS; Zensus 2011 |                                                  |                                                  |                                                  |                                                  |

### Historische Religionszugehörigkeit
| Quelle: Historisches Ortslexikon |                                                                     |
| • 1861:                          | 146 evangelisch-lutherische, 2 evangelisch-reformierte Einwohner    |
| • 1885:                          | 122 evangelische (= 99,19 %), ein katholischer (= 0,81 %) Einwohner |
| • 1961:                          | 118 evangelische (= 90,08 %), 10 katholische (= 7,63 %) Einwohner   |

### Historische Erwerbstätigkeit
| Quelle: Historisches Ortslexikon | |
| • 1744:                          | landgräflich: Erwerbspersonen: frei Ziegelbrenner, zwei Schneider, vier Leineweber (arbeiten nur für Eigenbedarf).                |
| • 1838:                          | Familien: 10 Ackerbau, 1 Gewerbe, 12 Tagelöhner                                                                                   |
| • 1961:                          | Erwerbspersonen: 55 Land- und Forstwirtschaft, 16 Produzierendes Gewerbe, 7 Handel und Verkehr, 5 Dienstleistungen und Sonstiges. |

## Politik
Für Schwarzenborn besteht ein Ortsbezirk mit Ortsbeirat und Ortsvorsteher nach der Hessischen Gemeindeordnung. Er umfasst das Gebiet der ehemaligen Gemeinde Schwarzenborn.
Der Ortsbeirat besteht aus drei Mitgliedern. Bei den Kommunalwahlen in Hessen 2021 betrug die Wahlbeteiligung zum Ortsbeirat 65,26 %. Alle Kandidaten gehörten der  „Gemeinschaftsliste Ortsbeirat Schwarzenborn“ an. Der Ortsbeirat wählte Nicolas Lier zum Ortsvorsteher.

## Sehenswürdigkeiten
- Historisches Backhaus

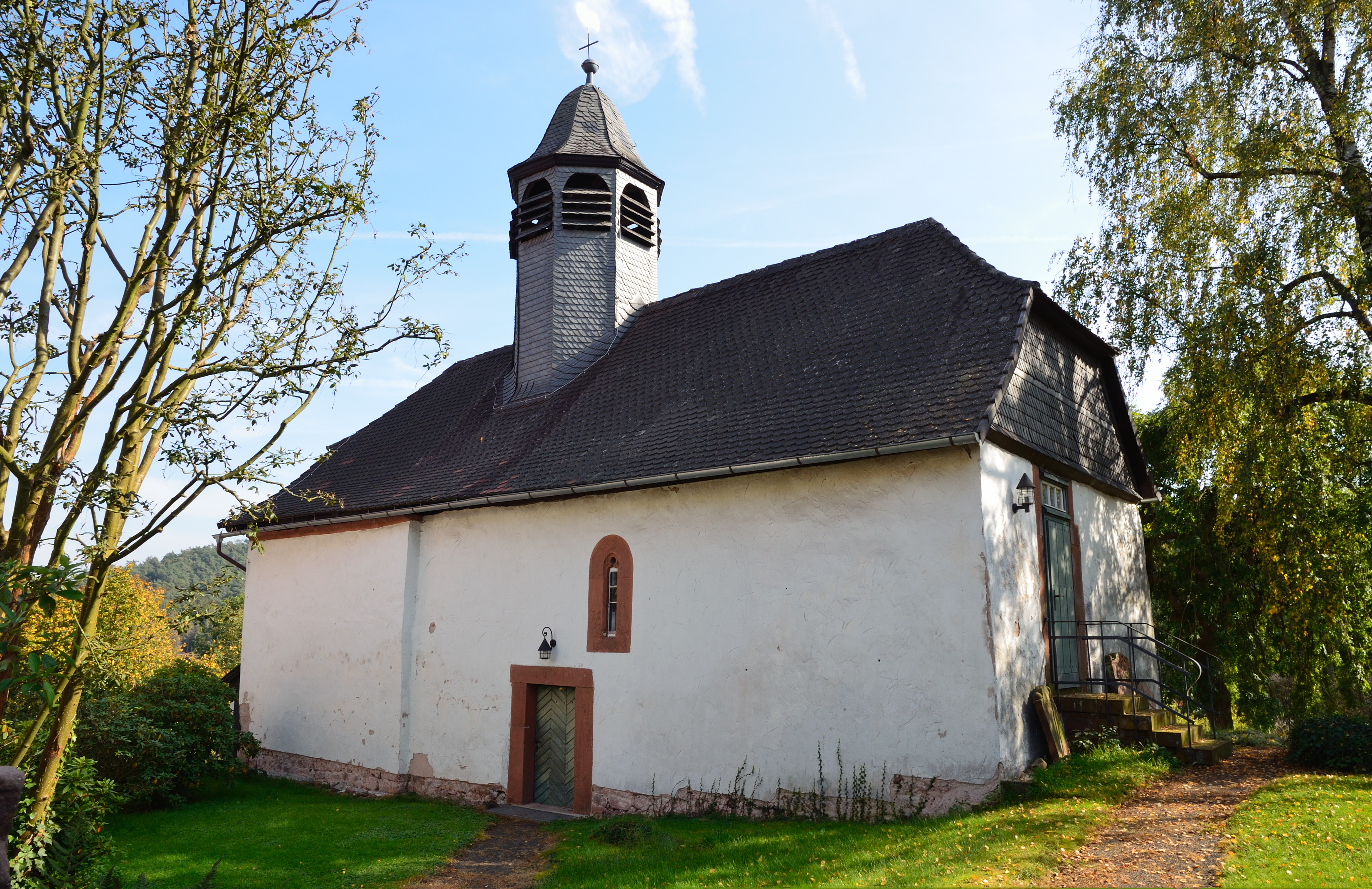
Evangelische Kirche
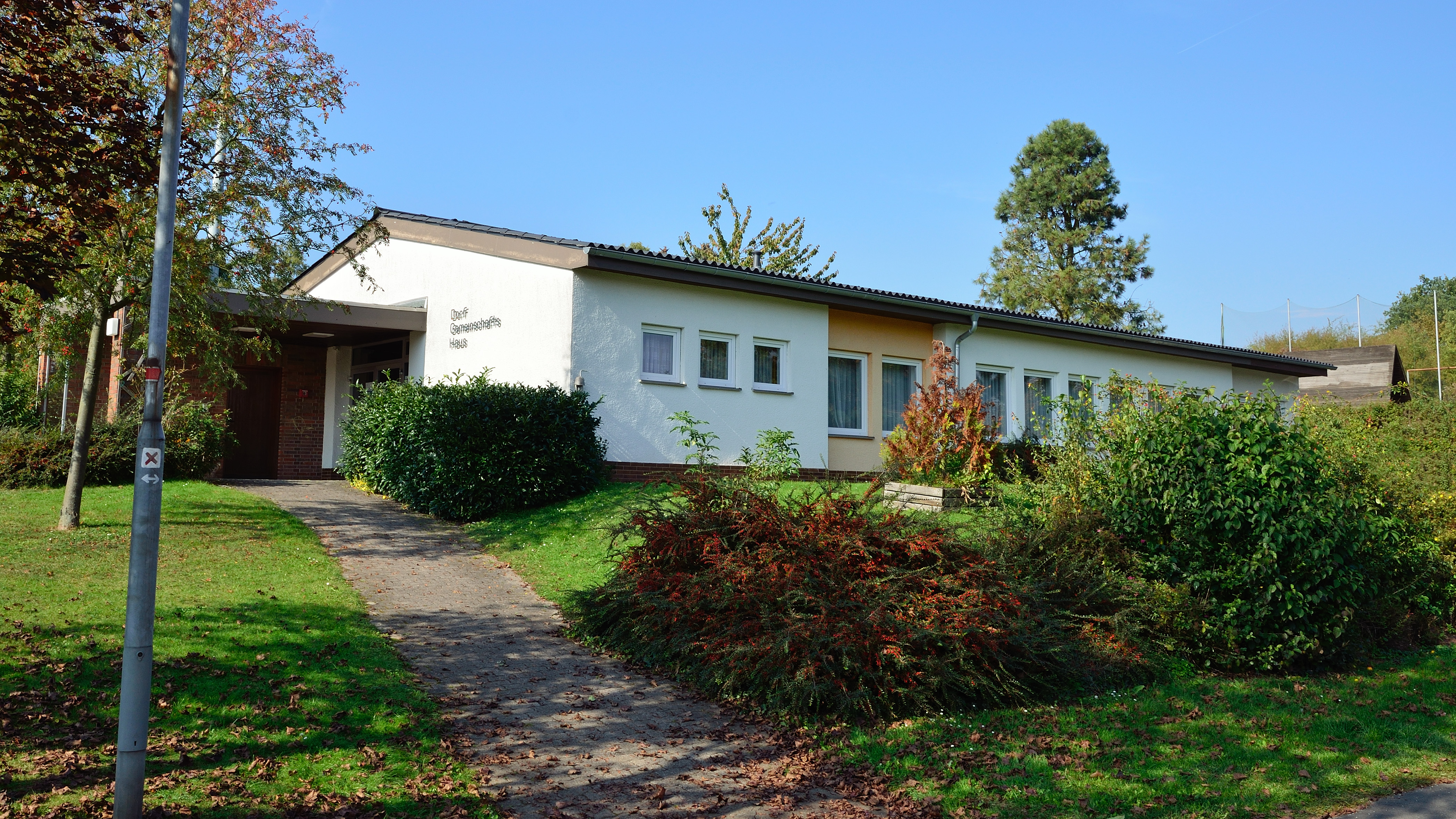
Dorfgemeinschaftshaus

## Verkehr und Infrastruktur
Im Ort gibt es eine evangelische Kirche und ein Dorfgemeinschaftshaus.
Den öffentlichen Personennahverkehr stellt der Regionale Nahverkehrsverband Marburg-Biedenkopf mit der Buslinie MR-76 sicher.